# Rintamatala
Rintamatala är klippor i Finland.   De ligger i landskapet Norra Österbotten, i den centrala delen av landet, 600 km norr om huvudstaden Helsingfors.
Terrängen runt Rintamatala är platt. Havet är nära Rintamatala söderut.  Närmaste större samhälle är Simo stationssamhälle, 15,0 km norr om Rintamatala. 